# Trevon Williams
Trevon Bobby Williams (ur. 11 grudnia 1994) – grenadyjski piłkarz grający na pozycji obrońcy w klubie Queens Park Rangers SC.

## Kariera reprezentacyjna
| Mecze i gole w reprezentacji | Mecze i gole w reprezentacji | Mecze i gole w reprezentacji | Mecze i gole w reprezentacji | Mecze i gole w reprezentacji | Mecze i gole w reprezentacji | Mecze i gole w reprezentacji | Mecze i gole w reprezentacji |
| Grenada                      | Grenada                      | Grenada                      | Grenada                      | Grenada                      | Grenada                      | Grenada                      | Grenada                      |
| Lp.                          | Data                         | Miejsce                      | Gospodarz                    | Gość                         | Wynik                        | Gol                          | Rozgrywki                    |
| ---------------------------- | ---------------------------- | ---------------------------- | ---------------------------- | ---------------------------- | ---------------------------- | ---------------------------- | ---------------------------- |
| 1.                           | 24.09.2022                   | Hillsborough                 | Grenada                      | Saint Vincent i Grenadyny    | 1:3                          |                              | Mecz towarzyski              |
| 2.                           | 01.10.2022                   | Kingstown                    | Saint Vincent i Grenadyny    | Grenada                      | 1:5                          |                              | Mecz towarzyski              |
| 3.                           | 27.02.2023                   | Saint George’s               | Grenada                      | Barbados                     | 2:2                          |                              | Mecz towarzyski              |
| 4.                           | 04.03.2023                   | Saint George’s               | Grenada                      | Saint Lucia                  | 1:2                          |                              | Mecz towarzyski              |
| 5.                           | 06.03.2023                   | Gouyave                      | Grenada                      | Saint Lucia                  | 2:0                          |                              | Mecz towarzyski              |
| 6.                           | 18.06.2023                   | Fort Lauderdale              | Gujana                       | Grenada                      | 1:1 k. 5:3                   |                              | el. do Z. P. CONCACAF 2023   |
| 7.                           | 09.09.2023                   | Saint George’s               | Grenada                      | Surinam                      | 1:1                          |                              | L. N. CONCACAF 2023/2024     |
| 8.                           | 13.09.2023                   | Tegucigalpa                  | Honduras                     | Grenada                      | 4:0                          |                              | L. N. CONCACAF 2023/2024     |
| 9.                           | 13.10.2023                   | Saint George’s               | Grenada                      | Jamajka                      | 1:4                          | Gol                          | L. N. CONCACAF 2023/2024     |
| 10.                          | 16.10.2023                   | Paramaribo                   | Surinam                      | Grenada                      | 4:0                          |                              | L. N. CONCACAF 2023/2024     |